# Common Voice

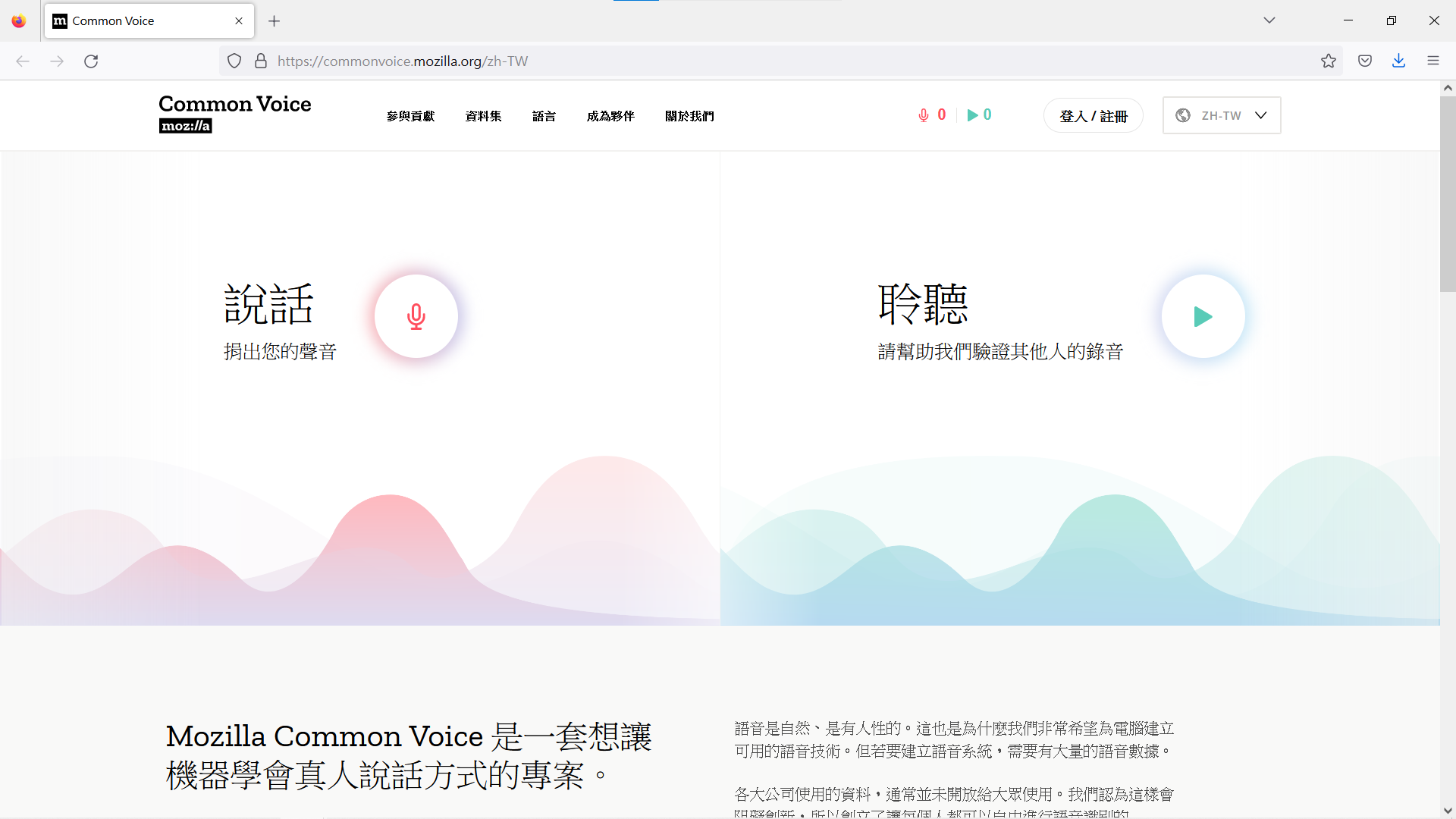
使用Firefox開啟的Common Voice繁體中文首頁

Common Voice是由Mozilla基金會所发起的群眾參與專案，旨在為語音辨識軟體建立自由資料庫。這項專案受到志工們的協助，以麥克風來進行錄音及分類他人所錄製的聲音。收集的句子及語音都將收錄至以CC0授權釋出至公有領域的資料庫當中。這項授權許可讓程式設計師們能不受限制或成本地將資料庫使用於語音辨識的應用程式當中。

## 宗旨
Common Voice旨在提供多樣化的語音樣本。根据Mozilla的首席創新官Katharina Borchert所說，當今有許多類似的專案都是從公眾媒體來取得資料集，但這些收錄內容以訓練有素的專業人士或是男性居多，並無法完全代表女性，或是说话带有明显口音的人。

## 語音資料庫
第一個公開的資料集於2017年11月發布。全球共超過2万名用戶錄製了500個小時的英文句子。 
2019年2月，第一批語言對外公開發布。包括了18種語言：英语、法语、德语和普通话，但也包括不太流行的语言，如威爾斯語和卡拜爾語。整體包括了4.2万多名貢獻者近1400小時的錄音資料。 
截至2020年7月，該資料庫已經收集了54種語言共7226小時的錄音，其中5591小時已經經過志工們的驗證。其中英文、德文、法文、義大利文和西班牙文，就有超過5000位的語音貢獻者。
2021年5月，在完成新增盧安達語的工作後，獲得了比爾及梅琳達·蓋茲基金會、德國國際合作機構及英國外交、國協及發展事務部針對史瓦希利語語音收集的捐助，並希望以此能夠帶動更多東非語系的加入。 
2022年9月宣布，迦納的契維語是第100種被新增進Mozilla Common Voice資料庫的語言。